# Elezioni amministrative a San Marino del 1980
Le elezioni amministrative sammarinesi del 1980 si svolsero il 25 maggio nei 9 castelli di San Marino per l'elezione delle Giunte di Castello.
Le elezioni prevedevano l'elezione indiretta del Capitano di Castello dopo l'elezione della Giunte di Castello.
I membri delle Giunte di Castello erano:
- 15 membri peri Castelli con popolazione fino a 2.000 abitanti
- 21 membri per i Castelli con popolazione pari o superiore a 2.000 abitanti

## Elezioni del 25 maggio 1980
Acquaviva
| Liste                                     | Voti | %     | Seggi |
| ----------------------------------------- | ---- | ----- | ----- |
| Partito Democratico Cristiano Sammarinese | 225  | 40,83 | 7     |
| Partito Comunista Sammarinese             | 160  | 29,04 | 4     |
| Partito Socialista Sammarinese            | 102  | 18,51 | 3     |
| Partito Socialista Unitario               | 64   | 11,62 | 1     |
| Totale                                    | 551  | 100   | 15    |
| Elettori                                  | 628  |       |       |

Eletto Maurizio Ghiotti (PDCS)  Capitano di Castello.
Borgo Maggiore
| Liste                                      | Voti  | %     | Seggi |
| ------------------------------------------ | ----- | ----- | ----- |
| Partito Democratico Cristiano Sammarinese  | 850   | 42,04 | 9     |
| Partito Comunista Sammarinese              | 435   | 21,51 | 5     |
| Partito Socialista Sammarinese             | 343   | 16,96 | 4     |
| Partito Socialista Unitario                | 314   | 15,53 | 3     |
| Partito Socialista Democratico Sammarinese | 80    | 3,96  | –     |
| Totale                                     | 2 022 | 100   | 21    |
| Elettori                                   | 2 307 |       |       |

Eletto Ernesto Benedettini (PDCS)  Capitano di Castello.
Chiesanuova
| Liste                                     | Voti | %     | Seggi |
| ----------------------------------------- | ---- | ----- | ----- |
| Partito Democratico Cristiano Sammarinese | 194  | 52,01 | 9     |
| Partito Comunista Sammarinese             | 81   | 21,72 | 3     |
| Partito Socialista Sammarinese            | 64   | 17,16 | 2     |
| Partito Socialista Unitario               | 34   | 9,12  | 1     |
| Totale                                    | 373  | 100   | 15    |
| Elettori                                  | 422  |       |       |

Eletto Aldo Zavoli (PDCS)  Capitano di Castello.
Domagnano
| Liste                                      | Voti  | %     | Seggi |
| ------------------------------------------ | ----- | ----- | ----- |
| Partito Democratico Cristiano Sammarinese  | 398   | 42,84 | 7     |
| Partito Socialista Unitario                | 185   | 19,91 | 3     |
| Partito Comunista Sammarinese              | 165   | 17,76 | 3     |
| Partito Socialista Sammarinese             | 150   | 16,15 | 2     |
| Partito Socialista Democratico Sammarinese | 31    | 3,34  | –     |
| Totale                                     | 929   | 100   | 15    |
| Elettori                                   | 1 033 |       |       |

Eletto Cesare Antonio Gasperoni (PDCS)  Capitano di Castello.
Faetano
| Liste                                     | Voti | %     | Seggi |
| ----------------------------------------- | ---- | ----- | ----- |
| Partito Democratico Cristiano Sammarinese | 185  | 43,63 | 7     |
| Partito Comunista Sammarinese             | 124  | 29,25 | 5     |
| Partito Socialista Sammarinese            | 74   | 17,45 | 2     |
| Partito Socialista Unitario               | 41   | 9,67  | 1     |
| Totale                                    | 424  | 100   | 15    |
| Elettori                                  | 463  |       |       |

Eletto Domenico Serra (PDCS)  Capitano di Castello.
Fiorentino
| Liste                                     | Voti | %     | Seggi |
| ----------------------------------------- | ---- | ----- | ----- |
| Partito Comunista Sammarinese             | 268  | 41,04 | 6     |
| Partito Socialista Sammarinese            | 142  | 21,75 | 3     |
| Partito Socialista Unitario               | 127  | 19,45 | 3     |
| Partito Democratico Cristiano Sammarinese | 116  | 17,76 | 3     |
| Totale                                    | 653  | 100   | 15    |
| Elettori                                  | 733  |       |       |

Eletto Ariosto Maiani (PCS)  Capitano di Castello.
Montegiardino
| Liste                                     | Voti | %     | Seggi |
| ----------------------------------------- | ---- | ----- | ----- |
| Partito Democratico Cristiano Sammarinese | 150  | 43,86 | 7     |
| Partito Socialista Sammarinese            | 96   | 28,07 | 4     |
| Partito Comunista Sammarinese             | 64   | 18,71 | 3     |
| Partito Socialista Unitario               | 32   | 9,36  | 1     |
| Totale                                    | 342  | 100   | 15    |
| Elettori                                  | 367  |       |       |

Eletto Marino Leo Poggiali (PCDS)  Capitano di Castello.
Città di San Marino
| Liste                                      | Voti  | %     | Seggi |
| ------------------------------------------ | ----- | ----- | ----- |
| Partito Democratico Cristiano Sammarinese  | 1 012 | 40,74 | 9     |
| Partito Comunista Sammarinese              | 535   | 21,54 | 5     |
| Partito Socialista Unitario                | 444   | 17,87 | 4     |
| Partito Socialista Sammarinese             | 260   | 10,47 | 2     |
| Comitato per la Difesa della Repubblica    | 130   | 5,23  | 1     |
| Partito Socialista Democratico Sammarinese | 103   | 4,15  | –     |
| Totale                                     | 2 484 | 100   | 21    |
| Elettori                                   | 2 865 |       |       |

Eletto Vincenzo Righi (PCDS)  Capitano di Castello.
Serravalle
| Liste                                      | Voti  | %     | Seggi |
| ------------------------------------------ | ----- | ----- | ----- |
| Partito Democratico Cristiano Sammarinese  | 1 371 | 38,89 | 9     |
| Partito Comunista Sammarinese              | 1 056 | 29,96 | 6     |
| Partito Socialista Unitario                | 516   | 14,64 | 3     |
| Partito Socialista Sammarinese             | 508   | 14,41 | 3     |
| Partito Socialista Democratico Sammarinese | 74    | 2,10  | –     |
| Totale                                     | 3 525 | 100   | 21    |
| Elettori                                   | 3 934 |       |       |

Eletto Giovanni Ragini (PCDS)  Capitano di Castello.